# LØVE 愛無止境
「LØVE 愛無止境」是中島美嘉於2003年11月6日發行的第二張原創專輯。

## 概述
- 受到先發單曲「雪花」熱賣的影響，這張專輯較前張專輯銷售長紅。
- 專輯13首歌中有10首是先前單曲就收錄過的歌曲，與其稱之原創專輯，這張專輯的內容較趨近於精選輯。第6張單曲「我愛你」單曲中收錄的翻唱曲「THE ROSE」未收錄於此張專輯。
- 整張專輯以爵士與雷鬼為基調，中島美嘉自己做詞的作品比例也大幅提升，音樂性十分強烈。
- 此張專輯獲得第45回（2003年）日本唱片大賞的最佳專輯賞，其中擔任歌曲「雪花」作詞的Satomi同時獲獎。
- ORICON公信榜連續兩周最高第1名。銷量約141.1萬張

## 單曲銷量
- RESISTANCE 無懈可擊（迷你專輯）:ORICON最高第1名。銷量約20萬張
- 我愛你：ORICON最高第4名。銷量約10.5萬張
- Love Addict：ORICON最高第4名。銷量約6.9萬張
- 接吻：ORICON最高第4名。銷量約3.8萬張
- FIND THE WAY：ORICON最高第4名。銷量約12.4萬張
- 雪花：ORICON最高第3名。銷量約24.8萬張

## 收錄曲目
1. Venus in The Dark
  - 作詞：中島美嘉、作曲：岡野泰也、編曲：absolute3
2. Love Addict
  - 作詞：中島美嘉、作曲・編曲：大澤伸一
3. aroma
  - 作詞：中島美嘉、作曲：五島良子、編曲：渡邊貴浩
4. 雪花
  - 作詞：Satomi、作曲・編曲：松本良喜
5. RESISTANCE（album version）
  - 作詞：秋元康・中島美嘉、作曲：長岡成貢、編曲：COLDFEET・河野伸
6. FIND THE WAY
  - 作詞：中島美嘉、作曲：Lori Fine（COLDFEET）、編曲：島健
7. marionette
  - 作詞：中島美嘉、作曲・編曲：清水信之
8. 接吻
  - 作詞・作曲：田島貴男、編曲：森俊也
9. You send me love
  - 作詞：中島美嘉、作曲：西寺郷太、編曲：absolute3
10. Be in Silence
  - 作詞：中島美嘉、作曲：absolute、編曲：absolute3
11. LOVE NO CRY
  - 作詞：中島美嘉、作曲：谷本新、編曲：CHOKKAKU
12. 我愛你（album version）
  - 作詞・作曲：H、編曲：shinya・河野伸
13. LAST WALTZ
  - 作詞：中島美嘉、作曲：岡野泰也、編曲：清水信之